# Lisa Raitt
Lisa Raitt, née le 7 mai 1968 à Sydney (Nouvelle-Écosse), est une femme politique canadienne. 
Elle est nommée ministre fédérale des Transports en 2013, peu après l'accident ferroviaire de Lac-Mégantic, alors qu'elle est unilingue anglophone.
Elle est élue à la Chambre des communes sous la bannière conservatrice lors des élections de 2008 dans la circonscription de Halton. Elle a servi comme ministre des Ressources naturelles et ministre du Travail dans le gouvernement de Stephen Harper.